# Аройо Гранде
Аройо Гранде (от испански на английски: Arroyo Grande) е град в окръг Сан Луис Оубиспоу, щата Калифорния, САЩ. Аройо Гранде е с население от 18 123 жители (по приблизителна оценка от 2017 г.) и обща площ от 14,7 km². Намира се на 36 m надморска височина. ЗИП кодовете му са 93420 – 93421, а телефонният му код е 805.